# اسپرگپش
اِسپَرگَپِش (زاده (نادانسته) - مرگ ۵۳۰ پیش از میلاد) سپهبد ایرانیان ماساگت و پسر ملکه شورشی ماساگتها، تهم‌رییش بود. بیشتر آنچه دربارهٔ اسپرگپش در تاریخ گفته شده، از تاریخ هرودوت آورده شده‌است. اسپرگپش بخشی از نیروی ماساگتها در نبرد با کوروش بزرگ بود. به جز رویارویی او با کارزار کوروش بزرگ در سیردریا از زندگی وی چیزی دانسته نیست. اسپرگپش در این نبرد به دست پارسیان افتاد و پس از حبسی کوتاه، کوروش بزرگ وی را بخشود و به او آزادی داد.
هیچ نقاشی تاریخی درباره اسپرگپش و تومریس وجود ندارد و نقاشی های نسبت داده شده به آنها نقاشی هایی عمدتا اروپایی هستند که در دوران قرون وسطی طراحی شده اند. 